# 森越太郎

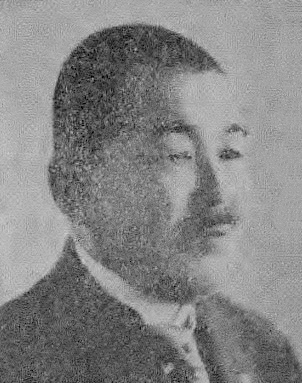
森越太郎

森 越太郎（もり えつたろう、1867年10月11日（慶応3年9月14日） - 1957年（昭和32年）11月3日）は、日本の海軍軍人、最終階級は海軍中将。

## 人物
尾張国前飛保村（現・愛知県江南市）出身。1889年（明治22年）に海軍兵学校を卒業し、翌年に海軍少尉に任官した。軍令部参謀、大本営参謀、陸軍大学校教官、海軍大学校教官、高雄艦長、沖島艦長、三笠艦長、海軍水雷学校校長、海軍技術本部第二部長を歴任した。1918年（大正7年）、海軍中将に昇進し、翌年に予備役に編入された。
その後、愛知時計電機株式会社顧問を務めた。
1944年には地元の前飛保にすずり箱を寄贈。それは現在でも同市内の白山社の蔵に保管されている。
終戦後の1947年11月、公職追放の仮指定を受けた。

## 栄典
位階
- 1891年（明治24年）12月14日 - 正八位[6]
- 1894年（明治27年）12月28日 - 従七位[7]
- 1898年（明治31年）3月8日 - 正七位[8]
- 1904年（明治37年）8月30日 - 正六位[9]
- 1908年（明治41年）12月11日 - 従五位[10]
- 1914年（大正3年）1月30日 - 正五位[11]
- 1918年（大正7年）12月28日 - 従四位[12]
- 1919年（大正8年）2月28日 - 正四位[13]

勲章等
- 1895年（明治28年）11月18日 - 勲六等単光旭日章[14]・明治二十七八年従軍記章[15]
- 1901年（明治34年）
  - 11月30日 - 勲五等瑞宝章[16]
  - 12月28日 - 勲四等瑞宝章[17]
- 1906年（明治39年）4月1日 - 功四級金鵄勲章・勲三等旭日中綬章・明治三十七八年従軍記章[18]
- 1919年（大正8年）12月15日 - 戦捷記章[19]
- 1940年（昭和15年）8月15日 - 紀元二千六百年祝典記念章[20]